# Pa Salieu
Pa Salieu Gaye (нар. 1 липня 1997 року) — британський репер і співак. У січні 2020 року випустив дебютний сингл «Frontline», який став найпопулярнішим треком 2020 року на BBC Radio 1Xtra.
Співпрацював з такими артистами, як FKA twigs і SL. Його стиль відомий поєднанням елементів афро-бітів, грайму та дрилу. У червні 2020 року випустив «Betty» та «Bang Out». 13 листопада 2020 року випустив дебютний мікстейп під назвою Send Them to Coventry.

## Біографія
Народився в Слау, де провів ранні етапи свого життя. Його батьки переїхали до Великобританії з Гамбії. Його назвали на честь старшого брата батька, Па Сальє, поліцейського, який помер у віці двадцяти років. Його тітка — гамбійська народна співачка.
До першого дня народження батьки відправили Pa Salieu назад до Гамбії, де він жив зі своєю бабусею. Там він провів раннє дитинство, живучи в сім'ї зі своїми старшими родичами. Він описує цей час як найважливіший період у своєму житті. У 8 років мати повернула його до Англії. Вони переїхали в Хілфілдс, передмістя на півночі Ковентрі. Його новий дім надихнув його на музичну кар'єру, ця тема знаходиться в центрі його популярної пісні «Frontline», випущеної в січні 2020 року, спродюсованої Jevon. У пісні він зображує життя в Ковентрі та розказує про околиці, які його виховали.
Pa Salieu почав читати реп у 2017 році під псевдонімом Tribal1, випустив кілька відео з іншими виконавцями в Ковентрі, які наробили великого галасу в місті. Протягом цього раннього періоду створення музики він експериментував з різними звуками й незабаром перейшов від дрилу/грайму до афро-дрил, який він використовує в музиці сьогодні
Pa Salieu почав серйозно ставитися до своєї музичної кар'єри, коли його близький друг загинув; це був друг, який завжди заохочував його займатися музикою замість того, тинятися на вулицях. Pa Salieu записав перший фристайл у невеликій домашній студії друга, куди він регулярно навідувався, щоб писати та записувати музику. У жовтні 2019 року він став жертвою стрілянини в Ковентрі, йому поранили голову, але він вижив і повністю одужав.

## Кар'єра
Pa Salieu підписав контракт з Warner Records. Він написав «Frontline» за 20 хвилин, а музичне відео було опубліковано на YouTube через Mixtape Madness. Пісня також стала найпопулярнішим треком 2020 року на BBC 1Xtra, Reprezent Radio та Rinse FM. Музику Pa Salieu підтримали Вірджил Абло, Енні Мак з BBC Radio 1 і Тіффані Калвер, а також співзасновник OVO Sound Олівер Ель Хатіб.
Опісля він співпрацював з репером із Південного Лондона SL над піснею «Hit the Block», а також з Meekz, M1llionz і Teeway у «Year of the Real», з Backroad Gee та Ambush для реміксу на їх трек «Party Popper». У червні 2020 року Pa Salieu випустив два треки — «Betty» та «Bang Out».
London Evening Standard описав його як репера, за яким слід спостерігати у 2020 році. Також він отримав сильну підтримку від британського репера J Hus.
У січні 2021 року Pa Salieu був оголошений переможцем конкурсу BBC Sound of… 2021. 22 січня 2021 року дебютував на американському телебаченні в шоу Джиммі Феллона «The Tonight Show» та виконав «Frontline».
Pa Salieu був обраний GQ як один з 11 «нових музикантів, які зроблять 2021 рік кращим», а також потрапив на обкладинку першого випуску NME за 2021 рік, видання NME 100.

## Дискографія

### Мікстейпи
- Send Them to Coventry (2020)

### Мініальбоми
- Afrikan Rebel (2021)